# Contra
Contra er det tredje album af den danske musiker Sivas efter Ultra fra 2018. Albummet blev udgivet den 26. april 2019.

## Spor
| #   | Titel                                    | Længde |
| --- | ---------------------------------------- | ------ |
| 1.  | "Ceremonien (Intro)"                     | 0:50   |
| 2.  | "Transformer"                            | 2:20   |
| 3.  | "Capitan"                                | 2:30   |
| 4.  | "4Livet"                                 | 2:35   |
| 5.  | "Rally" (featuring Gilli)                | 2:50   |
| 6.  | "Stresser Af" (featuring Stepz)          | 2:24   |
| 7.  | "Riri"                                   | 2:43   |
| 8.  | "Fortuna" (featuring Branco, Benny Jamz) | 3:04   |
| 9.  | "Lalandia / Gremlins"                    | 2:48   |
| 10. | "Ingen Skyer Solen Skinner"              | 2:27   |
| 11. | "Vink & Smil"                            | 2:44   |
| 12. | "Lille Hyggeligt Postkort"               | 2:14   |

## Hitlister og certificeringer
| Hitliste (2019) | Højeste placering |
| --------------- | ----------------- |
| Danmark         | 1                 |

| Hitliste (2016) | Placering |
| --------------- | --------- |
| Danmark         | 12        |